# Länsväg 241
Länsväg 241 går mellan Sunne och Munkfors i Värmland. Den är 29 km lång.
Vägen ansluter till:
- Europaväg 45 vid Sunne.
- Riksväg 62 vid Munkfors.